# Bandolera
|  | Per a altres significats, vegeu «Bandolera (sèrie de televisió)». |

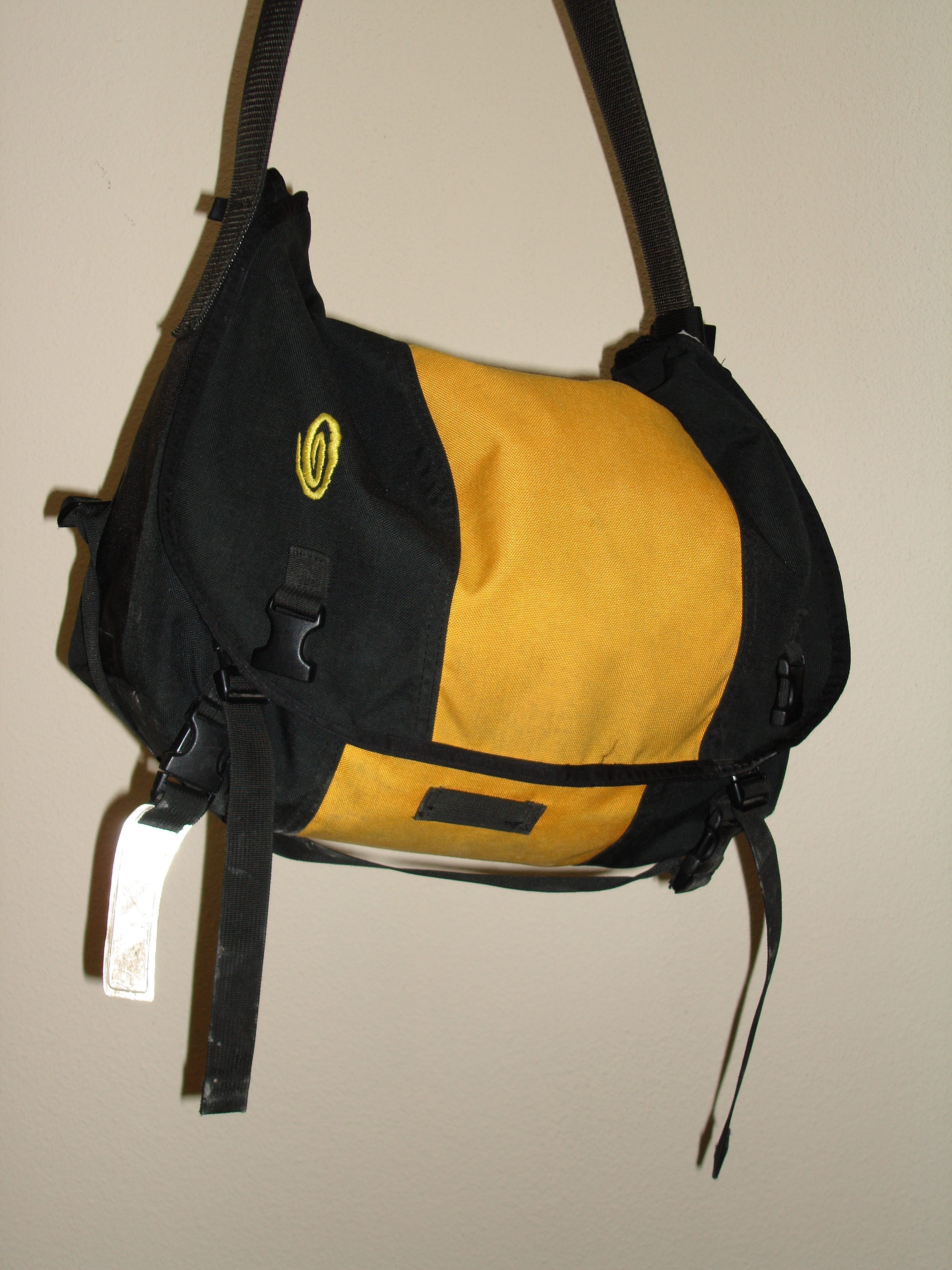
Una bandolera (corretja) sostenint una bandolera (bossa) de la marca Timbuk2

La bandolera és una corretja que es duu travessada sobre el pit per tal de transportar una bossa de mitjana dimensió. Per extensió, s'aplica aquest mateix nom a la corretja i a la bossa.
Dels elements que es duen travessats sobre el pit se'n diu que es porten en bandolera.

## La bandolera com a corretja
La bandolera és una corretja llarga que es duu travessada sobre el pit, generalment de l'espatlla esquerra a la banda dreta de la cintura, i que serveix per a dur-ne penjant una bossa, un sarró, etc. En l'equipament militar, per exemple, se n'han usat durant segles per a transportar cartutxeres, sarrons, etc. En aquesta accepció, el català bandolera equival a l'anglès crossbelt, esp. bandolera, fr. bandoulière, it. tracolla, port. bandoleira, etc.
Si la bandolera s'empra exclusivament per a penjar-ne una espasa o un sabre, s'anomena baldric.
Si la bandolera no sosté cap mena de bossa però, en canvi, duu compartiments per a cartutxos, de manera que fa funció de cartutxera, s'anomena canana (és aquesta mena de peça el que es coneix en anglès com a bandolier).
Bandolera és també sinònim de portafusell, que és la forma preferent, sobretot en referència als de tipus modern, fixats a l'arma mitjançant anelles.
Dur alguna cosa en bandolera significa dur-la penjant d'una espatlla i creuant el cos fins al costat contrari. Per exemple: "En sortir al carrer, la Maribel s'ha penjat la bossa en bandolera". O bé: "Els soldats de cavalleria duen el portafusell en bandolera". Algunes equivalències interromàniques: esp. en bandolera, fr. en bandoulière, it. a tracolla, port. a tiracolo.

## La bandolera com a bossa
D'altra banda, i per extensió, s'anomena bandolera una bossa amb corretja llarga que es porta penjada en bandolera. En aquesta accepció, el català bandolera equival a l'anglès messenger bag, a l'esp. bandolera o macuto, al francès sac à bandoulière, etc.
D'ús bàsicament masculí, la bandolera constitueix, de fet, un tipus de sarró que es considera d'ús civil general com a complement de moda, el mot sarró essent reservat, en la pràctica, a l'equivalent de militars i caçadors. La bandolera és un complement funcional i versàtil. El moviment hippie la posà de moda als anys seixanta i setanta. De llavors ençà, cada any en comercialitzen les principals firmes de moda en els estils i dissenys més variats.